# Mariner 1
La Mariner 1 de la NASA fue la primera misión del Programa Mariner en intentar sobrevolar Venus. La misión tuvo que ser abortada por un error de software que causó un desvío en su trayectoria.
El 22 de julio de 1962 se produjo el lanzamiento a bordo del cohete Atlas/Agena B. Originalmente estaba previsto usar un cohete Centaur, pero debido a diversos problemas con este vector, se decidió traspasar la sonda al Atlas/Agena. 
A los 4 min y 53 s se produjo una inclinación inesperada del cohete hacia el noreste que fue detectada por los encargados de seguridad de la misión. Ante esta situación que daba alguna posibilidad de que el cohete cayese en el Océano Atlántico cerca de las rutas transatlánticas, se envió un comando al cohete para su autodestrucción 6 s antes de que soltase la sonda. Si hubiesen esperado un poco más, el cohete no podría haber sido destruido. 
Durante la caída, el transpondedor de radio siguió mandando señales durante 64 s. El fallo fue causado por la combinación de dos factores: las señales provenientes del Atlas fueron mal recibidas perdiendo incluso la señal del satélite durante cuatro periodos de entre 1,5 a 61 s de duración. Posteriormente se vio que la omisión de un guion en las instrucciones del programa de guiado del cohete provocó la desviación del Atlas. Ambos errores combinados provocaron que durante las pérdidas de contacto con tierra, el cohete modificase su trayectoria para compensar el error creado por la falta de ese guion, hasta sacar el cohete de su trayectoria prevista.